# Veikkolanjärvi
Veikkolanjärvi är en sjö i kommunen Ruokolax i landskapet Södra Karelen i Finland. Sjön ligger 102,8 meter över havet. Den är 9,81 meter djup. Arean är 75 hektar och strandlinjen är 5,26 kilometer lång. Sjön  ingår i Vuoksens huvudavrinningsområde.   Den ligger omkring 54 km nordöst om Villmanstrand och omkring 260 km nordöst om Helsingfors. 
I sjön finns ön Poittisensaari. 